# اختلال قماربازی

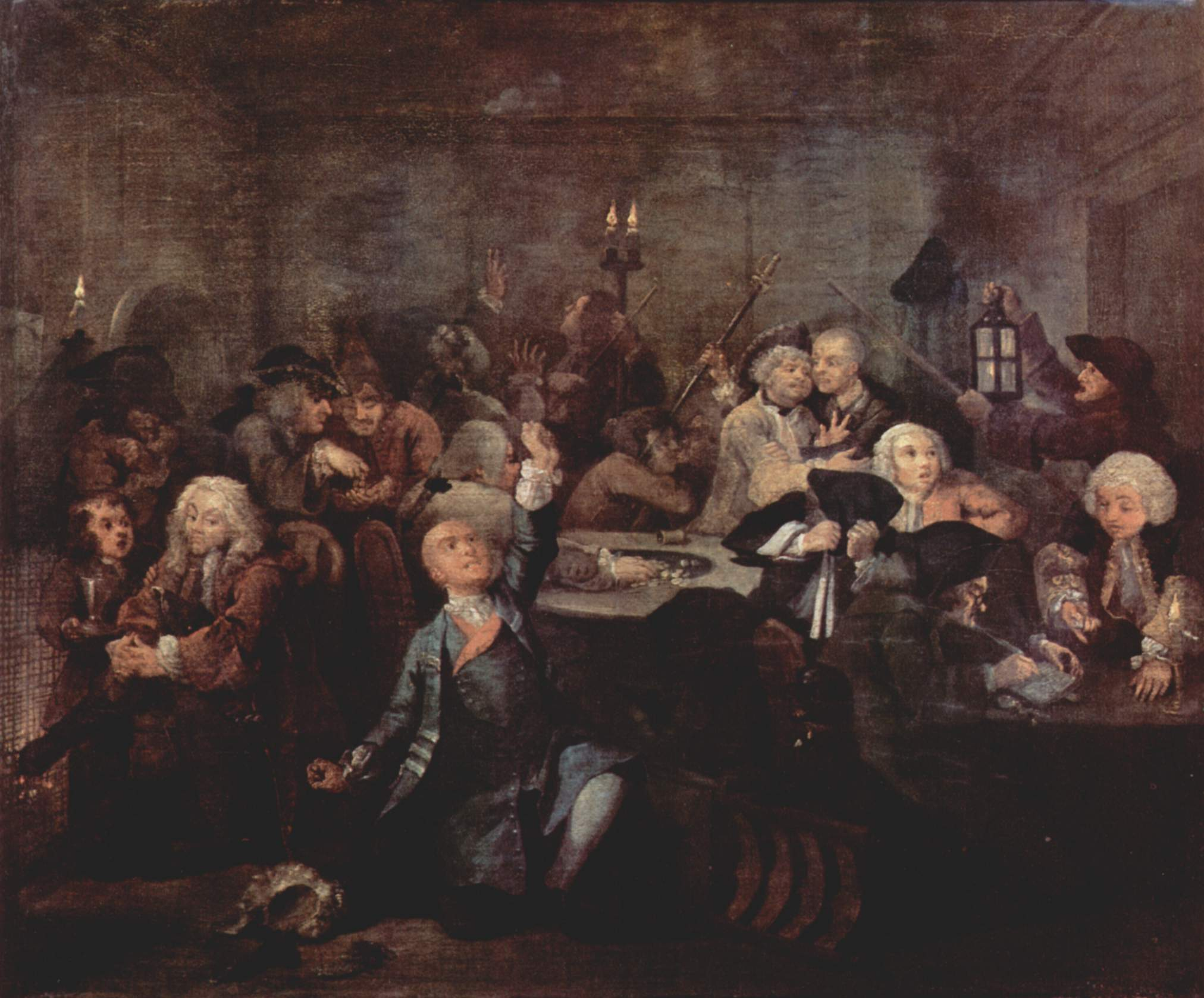
نقاشی قمار بازی

اختلال قماربازی (به انگلیسی: Problem gambling) تمایل به قمار، علی‌رغم پیامدهای منفی یا تمایل به متوقف کردن، است. این رفتار ممکن است باعث آسیب به خود یا دیگران شود. قمار پاتولوژیک نوعی اختلال است که با هزینه‌های اجتماعی همراه است.
DSM-5 این شرایط را با توجه به شباهت‌هایی که با اعتیاد دارد، به عنوان یک بیماری در دسته اختلالات اعتیادی طبقه‌بندی کرده‌است. قمار پاتولوژیک مدتهاست که توسط انجمن روانپزشکان آمریکا مورد توجه قرار گرفته و به جای آنکه یک اعتیاد باشد، یک اختلال کنترل تکانه است. با این حال، داده‌ها حاکی از ارتباط نزدیک تری بین قمار پاتولوژیک و اختلالات مصرف مواد نسبت به قمار پاتولوژیک و اختلال وسواس فکری است. در رفتارهای اعتیادی فرد به دنبال پاداش است و در آن فعال سازی مکانیسم‌های پاداش مغز وجود دارد در حالی که رفتارهای مشخص کننده اختلال وسواس-اجباری توسط سیگنال‌های بیش فعال مکانیسم‌های ترس مغز برانگیخته می‌شوند.
قمار پاتولوژیک یک رفتار اعتیاد آور و همراه با همبودی بالا با مشکلات مصرف الکل است. ویژگی مشترک افرادی که از اعتیاد به قمار رنج می‌برند، تکانشگری است.

## علائم و نشانه‌ها
قمار پاتولوژیک با بسیاری از مشکلات مالی یا وقت زیاد صرف شده برای قمار مشخص می‌شود که منجر به عواقب نامطلوب برای قماربازان، دیگران یا جامعه می‌شود. دانشگاه پزشکی مریلند قمار پاتولوژیک را «عدم توانایی مقاومت در برابر تکانه‌های قمار، که می‌تواند به پیامدهای شدید شخصی یا اجتماعی منجر شود» تعریف می‌کند.
برای تشخیص، فرد باید در یک دوره ۱۲ ماهه حداقل چهار مورد از علائم زیر را داشته باشد:
- برای رسیدن به هیجان مطلوب نیاز به قمار با افزایش مقادیر پول دارد
- هنگام تلاش برای کاهش یا متوقف کردن قمار بی‌قرار یا تحریک پذیر است
- بارها و بارها تلاش‌های ناموفق برای کنترل، قطع یا متوقف کردن قمار انجام داده‌است
- غالباً با قمار مشغول است (مثلاً داشتن افکار مداوم راجع به تجربیات قمار گذشته، معلولیت یا برنامه‌ریزی برای سرمایه‌گذاری بعدی، فکر کردن به روشهای کسب پول که با آن قمار کند)
- اغلب هنگام احساس پریشانی قمار می‌کند
- بعد از از دست دادن پول قمار، روز دیگری برای جبران شکست مراجعه می‌کند
- دروغ می‌گوید که میزان درگیری با قمار را پنهان کند
- به دلیل قمار رابطه مهم را از دست می‌دهد یا فرصت شغلی-تحصیلی را از دست می‌دهد
- به دیگران برای تأمین پول خسارات ناشی از قمار وابسته است

## عواملی که منجر به اعتیاد به قمار می‌شوند
متخصصان کلینیک مایو اظهار داشتند که قماربازی اجباری ممکن است دلایل بیولوژیکی ، ژنتیکی و محیطی داشته باشد ، مانند:
- اختلالات سلامت روان (وجود مشکلات سوء مصرف مواد، اختلالات شخصیتی، حالات عاطفی)
- سن و جنس (معمولاً در جوانان و میانسالان دیده می‌شود، و بیشتر در مردان مشاهده می‌شود)
- تأثیر خانواده یا دوستان
- خصوصیات شخصیتی
- داروهایی با عوارض جانبی نادر (به عنوان مثال، آگونیست‌های دوپامین).

در مطالعات دیگر موارد زیر ذکر شده: 
- حوادث آسیب زا
- استرس مرتبط با شغل
- تنهایی
- سایر اعتیادها

در صورت عدم مداخله، قمار پاتولوژیک ممکن است اثرات بسیار جدی و پایداری برای زندگی افراد ایجاد کند. 
- مشکلات مربوط به رابطه
- مشکلات مالی، ورشکستگی
- مشکلات حقوقی، حبس
- مشکلات جسمی
- افکار خودکشی

## درمان
بیشتر درمان‌ها برای قمار پاتولوژیک شامل مشاوره، گروه‌های کمک به خود، دارو یا ترکیبی از این موارد است. با این حال، هیچ درمانی به عنوان کارآمدترین در نظر گرفته نمی‌شود و در ایالات متحده، هیچ دارویی برای درمان قمارهای آسیب‌شناسی توسط سازمان غذا و داروی ایالات متحده (FDA) تصویب نشده‌است.
قماربازان ناشناس (GA) یک روش درمانی متداول برای مشکلات قمار است؛ که یک برنامه دوازده مرحله ای است که بر رویکرد پشتیبانی متقابل تأکید می‌کند. در آمریکای شمالی سه مرکز درمانی در بیمارستان وجود دارد. نشان داده شده‌است که یک شکل از مشاوره، درمان شناختی رفتاری (CBT) برای کاهش علائم و تمایلات مربوط به قمار است. این نوع درمان بر شناسایی فرایندهای فکری مربوط به قمار، تغییرات خلقی و تحریف‌های شناختی است که باعث افزایش آسیب‌پذیری فرد در مقابل قمار خارج از کنترل می‌شود. علاوه بر این، رویکردهای CBT مهارت‌هایی مثل پیشگیری از عود، حل مسئله و تقویت فعالیت‌ها و علایق متفاوت با قمار استفاده می‌کند.
در مورد درمانهای رفتاری، برخی تحقیقات اخیر از استفاده از برنامه‌ریزی فعالیت و حساسیت زدایی در درمان قماربازی پاتولوژیک پشتیبانی می‌کنند. به‌طور کلی، تحقیقات تحلیلی رفتاری در این زمینه رو به رشد است شواهدی وجود دارد که نشان می‌دهد مهارکننده بازجذب انتخابی سروتونین SSRI در درمان قمار پاتولوژیک مؤثر است.

### مصاحبه انگیزشی
مصاحبه انگیزشی یکی از درمان‌های قماربازی پاتولوژیک است. هدف اصلی مصاحبه‌کننده انگیزه ارتقاء آمادگی برای تغییر از طریق تفکر و حل احساسات مختلط است. در این روش از مصاحبه تهاجمی، استدلال، برچسب زدن، سرزنش و ترغیب مستقیم فرد خودداری می‌شود و همدلی ارائه می‌شود. تمرکز بر ارتقاء آزادی انتخاب و ترغیب اعتماد به نفس در توانایی تغییر است.